# 國家電影及視聽文化中心
國家電影及視聽文化中心（簡稱國家影視聽中心、影視聽中心），為典藏保存台灣電影、電視、廣播等影視聽文化資產的中華民國行政法人機構，為國際電影資料館聯合會會員，由中華民國文化部監督。
前身為中華民國電影事業發展基金會附設電影圖書館、電影資料館、國家電影資料館、國家電影中心。1978年由行政院新聞局與民間集資成立財團法人機構，2020年5月19日轉型為行政法人機構，現址自2022年1月7日於新莊副都心開館。

## 歷史沿革
- 1978年，行政院新聞局與民間共同集資成立「中華民國電影事業發展基金會附設電影圖書館」。
- 1989年，更名為「中華民國電影事業發展基金會附設電影資料館」，因電影基金會財力有限，隨後開始由政府編列經費預算，電影資料館成為「由政府編列預算，受政府督導運作」之類似財團法人的機構。
- 1991年5月16日，《國家電影資料館設置條例草案》移轉立法院審議，因立法緩慢會影響館務，行政院新聞局決定先依《民法》第61條將電影資料館轉型為「財團法人國家電影資料館」。
- 1992年，申請加入國際電影資料館聯盟，成為觀察會員。
- 1995年4月，獲得國際電影資料館聯盟通過成為正式會員。
- 1997年6月，在臺北縣樹林鎮（今新北市樹林區）新加坡工業園區購置324坪房舍，成立樹林片庫；但因空間仍不敷使用，1997至2005年由行政院文化建設委員會（今文化部）經費補助再租用344坪，合計668坪。
- 1999年，921大地震重創臺灣電影文化公司，國家電影資料館奉命搶運出300萬呎影片。

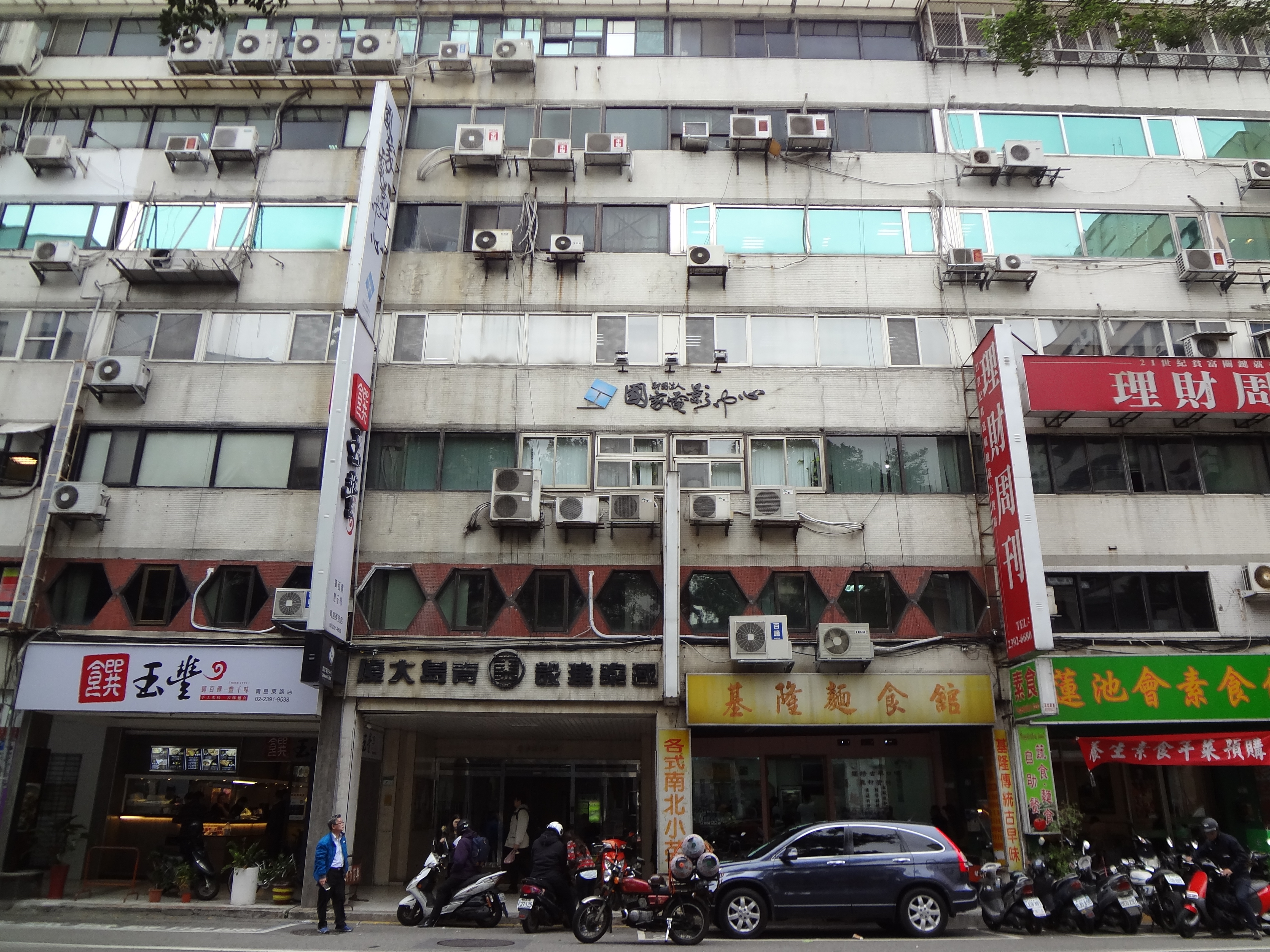
過去總部位於國泰建設青島大廈4樓

- 2000年3月7日，與國防部藝術工作總隊簽訂影片資料寄託合約，國防部將中國電影製片廠歷年所攝製影片存放國家電影資料館。二家國內電影製片單位的影像資料全保存於國家電影資料館，遂再購置328坪，並且建置環控備用設備與低溫冷藏庫房。6月22日，行政院新聞局委託國家電影資料館保管台影史料影片，並編列預算新台幣兩億六千萬元給國家電影資料館作為保存及修補台影史料影片的費用，國家電影資料館可依據相關收費規定外借完好的史料影片給民間單位使用。[1]
- 2005年4月15至23日，與苦勞網合辦鐵馬影展，是台灣首度以社會運動視角來策劃的主題紀錄片影展，選播《我們家在康樂里》等15部社運議題紀錄片。[2]
- 2009年6月，中影股份有限公司將所出品的244部劇情片以及中影所保存之紀錄片、短片及寄存之影片，總計947部影片，移存至國家電影資料館樹林片庫典藏。至此，國家電影資料館樹林片庫總面積共計2085坪。
- 2012年5月20日，行政院新聞局裁撤，電影業務改由文化部影視及流行音樂產業局管理。文化部起初計劃將國家電影資料館朝向改組為行政法人「臺灣電影文化中心」。

國家電影中心時期Logo

- 2014年7月28日，更名為「財團法人國家電影中心」，總部仍然位於臺北市中正區青島東路7號4樓（國泰建設青島大廈）。[3]
- 2016年9月9日是台語電影60周年紀念日，文化部部長鄭麗君與新北市市長朱立倫簽約共同打造新莊副都心「台灣電影文化園區—國家電影中心」，新北市負責硬體建設、文化部負責後續內裝與營運，斥資新臺幣3.96億元。[4]
- 2017年9月4日，統包工程決標由應州工程與印記聯合建築師事務所確定得標，設計概念為「時間與空間的蒙太奇」。[5]
- 2019年12月，立法院三讀通過《國家電影及視聽文化中心設置條例》。
- 2020年5月19日，轉型為「行政法人國家電影及視聽文化中心」。[6]
- 2022年1月7日，位於新莊副都心的國家電影及視聽文化中心新館址落成啟用。
- 2023年1月1日，國家發展委員會宣布，為妥善保管原中影公司影片資產並提供各界廣為運用，國發會已依據2022年11月18日行政院政策指示，將促進轉型正義基金名下202部原中影公司電影的所有權和著作財產權捐贈國家電影及視聽文化中心，作為轉型正義相關文化事務之用[7]。

## 組織
- 董監事會
  - 董事長
    - 執行長：綜合規劃委員會
      - 副執行長

業務部門
- 典藏修復處：數位修復組、電影典藏組、文物典藏組、管理維運組
- 研究策展處：節目策展組、紀錄片組、研究出版組
- 推廣合作處：國際合作組、教育推廣組、行銷公關組

行政部門
- 行政管理處：圖書資訊組、場館營運組、行政事務組、總務安全組
- 資訊室
- 財務室
- 人資室
- 權利室

## 歷任首長與董監事會

### 董事長
| 任別                                               | 姓名                                               | 擔任時間                                           | 卸任時間                                           | 學歷、經歷                                                       |
| 電影圖書館、電影資料館、國家電影資料館時期（館長） | 電影圖書館、電影資料館、國家電影資料館時期（館長） | 電影圖書館、電影資料館、國家電影資料館時期（館長） | 電影圖書館、電影資料館、國家電影資料館時期（館長） | 電影圖書館、電影資料館、國家電影資料館時期（館長）               |
| -------------------------------------------------- | -------------------------------------------------- | -------------------------------------------------- | -------------------------------------------------- | ---------------------------------------------------------------- |
| 第1任                                              | 徐立功                                             | 1978年4月                                          | 1989年3月                                          | 行政院新聞局廣播電視事業處科長、中央電影公司副董事長             |
| 第2任                                              | 井迎瑞                                             | 1989年3月                                          | 1996年8月                                          | 國立臺南藝術大學音像學院院長                                     |
| 第3任                                              | 黃建業                                             | 1996年8月                                          | 2000年8月                                          | 國立臺北藝術大學劇場藝術研究所暨劇本創作研究所所長               |
| 第4任                                              | 李天礢                                             | 2000年8月                                          | 2011年6月                                          | 行政院新聞局電影事業處科員、台灣電影數位典藏及推廣計畫共同主持人 |
| 第5任                                              | 張靚蓓                                             | 2011年7月                                          | 2013年7月                                          | 美國喬治亞大學教育工學研究所碩士                                 |
| 第6任                                              | 林文淇                                             | 2013年8月                                          | 2014年7月31日                                      | 美國紐約州立大學石溪分校比較文學博士                             |
| 國家電影中心時期（執行長）                         |                                                    |                                                    |                                                    |                                                                  |
| 第1任                                              | 林文淇                                             | 2014年8月1日                                       | 2016年7月31日                                      | 同上                                                             |
| 第2任                                              | 陳斌全                                             | 2016年9月                                          | 2019年7月                                          | 英國倫敦國王學院電影研究系博士                                   |
| 第3任                                              | 王君琦                                             | 2019年7月                                          | 2020年5月1日                                       | 美國南加州大學電影電視批判理論與研究博士                         |
| 國家電影及視聽文化中心時期（董事長）               |                                                    |                                                    |                                                    |                                                                  |
| 第1任                                              | 藍祖蔚                                             | 2020年5月29日                                      | 2023年5月18日                                      | 資深媒體人、影評人、專欄作家                                     |
| 第2任                                              | 藍祖蔚                                             | 2023年5月19日                                      | 2023年6月9日請辭                                   | 同上                                                             |
| 代理                                               | 王時思                                             | 2023年6月10日                                      | 2023年9月26日                                      | 文化部政務次長代理                                               |
| 第2任（接續）                                      | 褚明仁                                             | 2023年9月27日                                      | 現任                                               | 年代集團影視部副總經理、中華民國電影事業發展基金會祕書長         |

### 執行長
1. 王君琦：2020年5月26日－2022年7月31日
2. 李智仁：2022年8月1日－2024年8月
3. 杜麗琴：2024年8月-

### 董監事會
第一屆
- 董事：藍祖蔚（董事長）、楊力州、廖慶松、李烈、黃惠偵、王小棣、楊貴媚、鄭有傑、李泳泉、馬世芳、吳國禎、高文宏、幸秋妙、劉奕成、曾金滿（文化部代表，文化部影視及流行音樂發展司司長）
- 監事：谷玲玲（常務監事）、馬天宗、陳儒修、劉明津（文化部代表，文化部主計處處長）

第二屆（現任）
- 董事：王時思、吳宜璇、楊力州、廖慶松、李烈、王小棣、楊貴媚、馬世芳、高文洪、鄧蔚偉、羅世宏、聞天祥、蔡國榮、徐宜君（文化部影視及流行音樂產業局局長）
- 監事：馬天宗、陳儒修、劉明津（文化部代表，文化部主計處處長）

## 業務

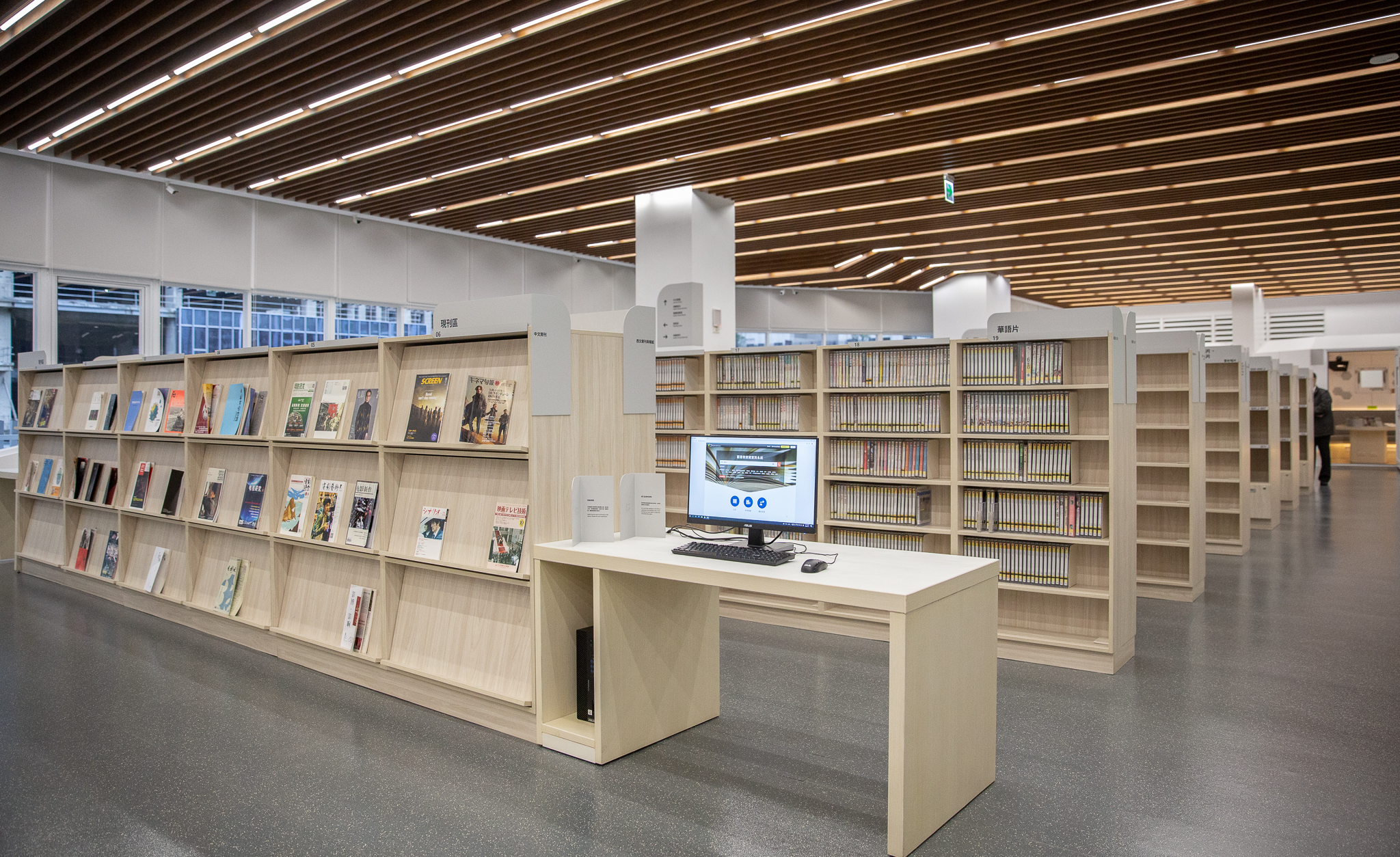
影視聽中心圖書館期刊區

### 館藏分類
藏品共可分為7大類、22分項：
- 膠片：電影底片、拷貝片、預告片、修下片
- 攝影類：相紙、正片、負片、幻燈片
- 紙質類：宣傳海報、創作清冊、文件、圖書
- 立體物件：電影器材、服裝、道具、獎盃
- 視訊資料：磁性錄影帶、各式影音與視訊數位光碟
- 有聲資料：磁性錄音帶（盤式、卡式）、各式聲音數位光碟、唱片
- 其他電影文物：非電影相關之重要文物

#### 館藏資料數量
（至2023年10月30日止）

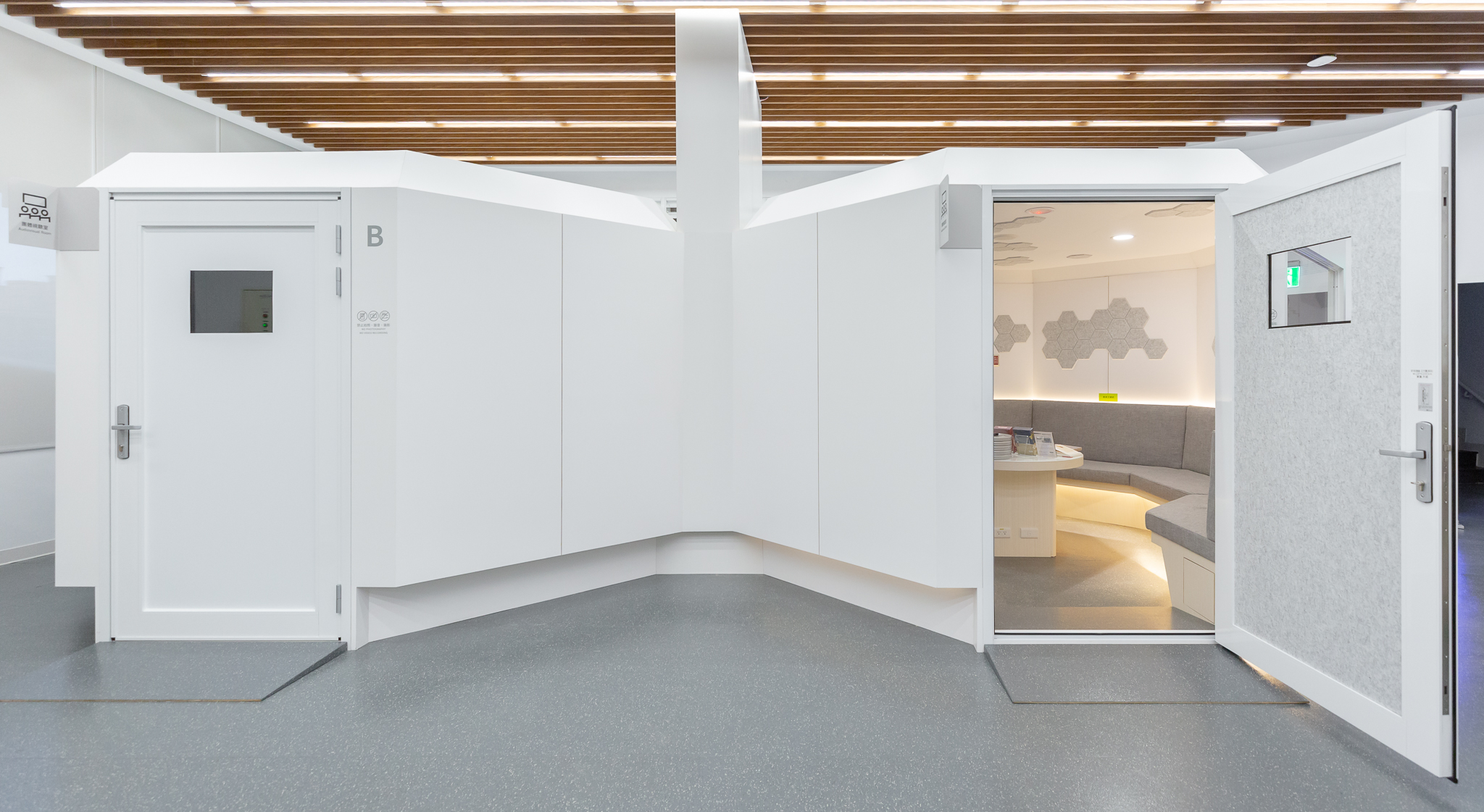
影視聽中心團體視聽室

- 華語影片共蒐藏19,081部（含紀錄片、短片及台影影片）
- 外語影片2,905部（含紀錄片、短片）
- 錄影音帶計88,284捲
- 圖書13,605冊
- 中外文期刊140種
- 海報典藏品15,660幀（含陳子福手繪海報1205張）
- 印刷劇照35,079張
- 電影器材539件

### 票房資訊
2016年12月26日，國家電影中心官網開放受理業界人士以會員方式每日查詢票房資訊；2017年1月5日，國家電影中心官網開始針對公眾每月公告上映滿30天以上的電影票房資訊。而蒐集各方回饋意見後，國家電影中心將提出票房公告作業的改進方案，包括以每週公告規畫、研議縮短上映後票房資訊的間隔天數。2017年12月7日起，國家電影中心於每週四公告前週一至前週日正式上映已滿7日之單週票房資訊以及上映以來之累計票房資訊。

## 外部連結
- 國家電影中心時期官網（页面存档备份，存于）（繁體中文）
- 國家電影及視聽文化中心 Taiwan Film and Audiovisual Institute的Facebook專頁
- YouTube上的TFAI 國家電影及視聽文化中心頻道